# Tortita (Mendoza)

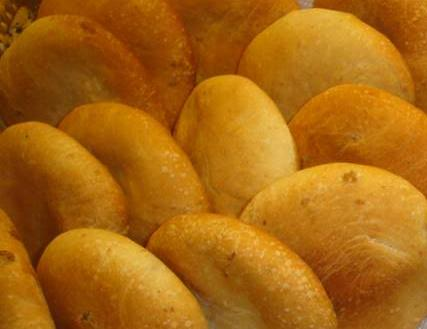
Tortitas raspadas

La tortita es un panificado con contenido graso característico de la Provincia de Mendoza, Argentina. Se pueden realizar con harina, grasa bovina, margarina, aceite de girasol, aceite de oliva o aceite de uva, más sal y agua. Son cocidas en hornos para pan o de barro de un solo lado. Existen de tres variedades principalmente: 

1. Raspadas: se hacen sin levadura, lo que resulta en una masa compacta y sin aire. El término raspada surgió porque se cocinaban sobre la brasa y después se las raspaba para retirar lo que se había tostado de más, aunque otra versión dice que al ser una masa compacta por la falta de levadura, si se las sacaba del horno cuando en su parte externa ya estaba con el color y cocción adecuados, el interior todavía estaba crudo. Entonces, se las sobrecocinaba quedando el exterior un poco quemado, pero el interior a punto. Luego, al sacarlas del horno, con un rallador o instrumento parecido, se les raspaba la parte quemada y la tortita quedaba lista para comer. Al día de hoy, la mayoría de las panaderías solucionan el problema haciéndolas más finas, con lo que se cocina el exterior sin llegar a quemarse por fuera. Pero continúan llamándose tortitas raspadas o raspaditas
2. Pinchadas: tienen agregado de levadura y son más altas y aireadas. Se pinchan los bollos individuales antes de cocinarlos, lo que le confiere su nombre característico.
3. De hoja: se hacen con materia grasa sólida (bovina o margarina) para darle el característico hojaldrado. También se la conoce como tortita cordobesa.

En el noroeste argentino, un equivalente de hojaldre o grasa son las denominadas "tortillas" que son también tortitas, pero de distinta elaboración. El bollito es una tortilla rellena de harina y cocida en grasa, mientras que las tortillas y bollos son tortas de tamaño familiar.
Se venden en panaderías de toda la provincia y en algunos quioscos. La amplia mayoría de la población las consume regularmente durante el desayuno o por la tarde. Se la puede acompañar con dulce de leche, mermeladas, miel, queso, manteca o azúcar.  
Referencias:
1. ↑  Las tortitas mendocinas ahora pueden ser más saludables http://www.diariouno.com.ar/edimpresa/2012/07/09/nota304643.html

- Datos: Q6151011